# أندريه كويبرز
أندريه كويبرز (بالهولندية: André Kuipers)‏ (و. 1958 – م) هو رائد فضاء، وأستاذ جامعي من مملكة الأراضي المنخفضة . ولد في أمستردام.

## ريادة الفضاء
شارك في المهمات الفضائية:
- البعثة 30
- Soyuz TMA-4
- Soyuz TMA-03M
- البعثة 31
- Soyuz TMA-3.